# Вінтер-Гейвен (Флорида)
Вінтер-Гейвен (англ. Winter Haven) — місто (англ. city) в США, в окрузі Полк штату Флорида. Населення — 49 219 осіб (2020).

## Географія
Вінтер-Гейвен розташований за координатами 28°2′45″ пн. ш. 81°43′58″ зх. д. / 28.04583° пн. ш. 81.73278° зх. д. (28.045835, -81.732742).  За даними Бюро перепису населення США в 2010 році місто мало площу 103,41 км², з яких 81,06 км² — суходіл та 22,35 км² — водойми.

### Клімат
| Клімат : Вінтер-Гейвен       | Клімат : Вінтер-Гейвен | Клімат : Вінтер-Гейвен | Клімат : Вінтер-Гейвен | Клімат : Вінтер-Гейвен | Клімат : Вінтер-Гейвен | Клімат : Вінтер-Гейвен | Клімат : Вінтер-Гейвен | Клімат : Вінтер-Гейвен | Клімат : Вінтер-Гейвен | Клімат : Вінтер-Гейвен | Клімат : Вінтер-Гейвен | Клімат : Вінтер-Гейвен | Клімат : Вінтер-Гейвен |
| Показник                     | Січ.                   | Лют.                   | Бер.                   | Квіт.                  | Трав.                  | Черв.                  | Лип.                   | Серп.                  | Вер.                   | Жовт.                  | Лист.                  | Груд.                  | Рік                    |
| Абсолютний максимум, °C      | 31,7                   | 33,3                   | 34,4                   | 36,7                   | 37,8                   | 39,4                   | 37,8                   | 37,8                   | 36,7                   | 35,6                   | 32,8                   | 33,3                   | 39,4                   |
| Середній максимум, °C        | 23,3                   | 24,4                   | 26,7                   | 28,9                   | 31,7                   | 33,3                   | 33,9                   | 33,3                   | 32,2                   | 29,4                   | 26,1                   | 23,3                   | 28,9                   |
| Середній мінімум, °C         | 10,6                   | 11,1                   | 13,3                   | 15,6                   | 18,9                   | 21,7                   | 22,2                   | 22,8                   | 22,2                   | 18,9                   | 15,0                   | 11,1                   | 16,9                   |
| Абсолютний мінімум, °C       | −7,2                   | −3,9                   | −5                     | 0,0                    | 7,8                    | 10,0                   | 15,0                   | 16,7                   | 15,0                   | 6,7                    | −5,6                   | −7,2                   | −7,2                   |
| Норма опадів, мм             | 61                     | 65                     | 85                     | 56                     | 93                     | 176                    | 206                    | 191                    | 156                    | 67                     | 62                     | 57                     | 1276                   |
| ---------------------------- | ---------------------- | ---------------------- | ---------------------- | ---------------------- | ---------------------- | ---------------------- | ---------------------- | ---------------------- | ---------------------- | ---------------------- | ---------------------- | ---------------------- | ---------------------- |
| Джерело: The Weather Channel |                        |                        |                        |                        |                        |                        |                        |                        |                        |                        |                        |                        |                        |

## Демографія
Згідно з переписом 2010 року, у місті мешкали 33 874 особи в 14 323 домогосподарствах у складі 8823 родин. Густота населення становила 328 осіб/км².  Було 17037 помешкань (165/км²).
Расовий склад населення:
| - 64,7 % — білих - 27,7 % — чорних або афроамериканців - 2,0 % — азіатів - 0,3 % — корінних американців - 0,1 % — вихідців з тихоокеанських островів - 3,0 % — осіб інших рас |

До двох чи більше рас належало 2,3 %. Частка іспаномовних становила 11,0 % від усіх жителів.
За віковим діапазоном населення розподілялося таким чином: 22,3 % — особи молодші 18 років, 55,4 % — особи у віці 18—64 років, 22,3 % — особи у віці 65 років та старші. Медіана віку мешканця становила 42,3 року. На 100 осіб жіночої статі у місті припадало 86,3 чоловіків;  на 100 жінок у віці від 18 років та старших — 82,6 чоловіків також старших 18 років.
Середній дохід на одне домашнє господарство  становив 51 920 доларів США (медіана — 37 300), а середній дохід на одну сім'ю — 62 224 долари (медіана — 48 556). Медіана доходів становила 38 708 доларів для чоловіків та 34 409 доларів для жінок. За межею бідності перебувало 18,4 % осіб, у тому числі 26,7 % дітей у віці до 18 років та 13,0 % осіб у віці 65 років та старших.
Цивільне працевлаштоване населення становило 13 527 осіб. Основні галузі зайнятості: освіта, охорона здоров'я та соціальна допомога — 25,7 %, мистецтво, розваги та відпочинок — 14,8 %, роздрібна торгівля — 13,4 %.

## Відомі особистості
В поселенні народився:
- Одерс Вілсон (1954—1991) — відомий американський стронгмен.